# Adam Busch
Adam Busch (ur. 6 lipca 1978) – amerykański aktor.

## Filmografia
- Leon, or The Professional (1994)
- The Mystery Files of Shelby Woo (1996–1997)
- Prawo i porządek (1998)
- Ścigany (2001)
- Magic Rock (2001)
- Słodkie i ostre (2001)
- Buffy: Postrach wampirów (2001–2003)
- Book of Danny (2002)
- The Jury (2004)
- Miasteczko Point Pleasant (2005) – jako Wes
- Dr House (2006)
- Jak zostać gwiazdą (2006) – jako Sholem
- Terminator: Kroniki Sary Connor (2008)
- All American Orgy (2009)
- Drones (2010)
- Ja w kapeli (2010) – jako Shane Hackman
- Chirurdzy (2011)